# Јабуковац (Петриња)
Јабуковац је насељено место у саставу града Петриње, у Банији, Република Хрватска.

## Историја
Јабуковац се од распада Југославије до августа 1995. године налазио у Републици Српској Крајини.

### Други свјетски рат
Све жене које су усташе "једне кишне ноћи" похватале у Јабуковцу, дотерали су у Глину "и за месец и по дана ставили на расположење трупама, па су после неке од њих пустили, а неке убили".

## Становништво
На попису становништва 1991. године, већина су били Срби. Након рата и протеривања мештана, у село се досељава одређени број Хрвата са подручја Босанске Крајине, тако да је данас Јабуковац етнички мешовито место. На попису становништва 2011. године, Јабуковац је имао 141 становника.

## Попис 1991.
На попису становништва 1991. године, насељено место Јабуковац је имало 325 становника, следећег националног састава:
| Попис 1991.‍  | Попис 1991.‍  | Попис 1991.‍ | Попис 1991.‍ | Попис 1991.‍ |
| ------------ | ------------ | ----------- | ----------- | ----------- |
|              |              |             |             |             |
| Срби         | Срби         |             | 282         | 86,76%      |
| Југословени  | Југословени  |             | 21          | 6,46%       |
| Хрвати       | Хрвати       |             | 15          | 4,61%       |
| неопредељени | неопредељени |             | 1           | 0,30%       |
| непознато    | непознато    |             | 6           | 1,84%       |
| укупно: 325  |              |             |             |             |